# 怀尔多马
怀尔多马（Wildomar）是美国加利福尼亚州里弗赛德县的一座城市。该市于2008年7月1日成立，位于快速增长的地区。截至2010年人口普查，怀尔多马人口为32,176人，比2000年人口普查时的14,064人多，当时社区仍然是非建制地区普查规定居民点。